# Lex Harding
Lex Harding, artiestennaam van Reinhard Lodewijk den Hengst (Boskoop, 16 april 1945), is een Nederlands ex-diskjockey en ondernemer. Hij verwierf vooral bekendheid als diskjockey bij de voormalige zeezender Radio Veronica, presentator van De Nederlandse Top 40 bij Veronica op Hilversum 3 en Radio 3 en als mede-initiatiefnemer van Sky Radio, Radio 538 en televisiezenders als RTL-Véronique (thans RTL 4) en TMF.

## Biografie
Harding werd geboren als Reinhard Lodewijk den Hengst als jongste van vier zonen van boomkweker Johannes Daniel den Hengst uit Boskoop. Zijn broers heten Jan den Hengst, Ruud den Hengst en Wip den Hengst. Na de middelbare school studeerde hij vier jaar aan Nijenrode. Daarnaast was hij amateur-diskjockey, wat zijn studie niet ten goede kwam. Harding heeft twee zonen en woont in Nijkerk.

### Carrière bij Radio Veronica

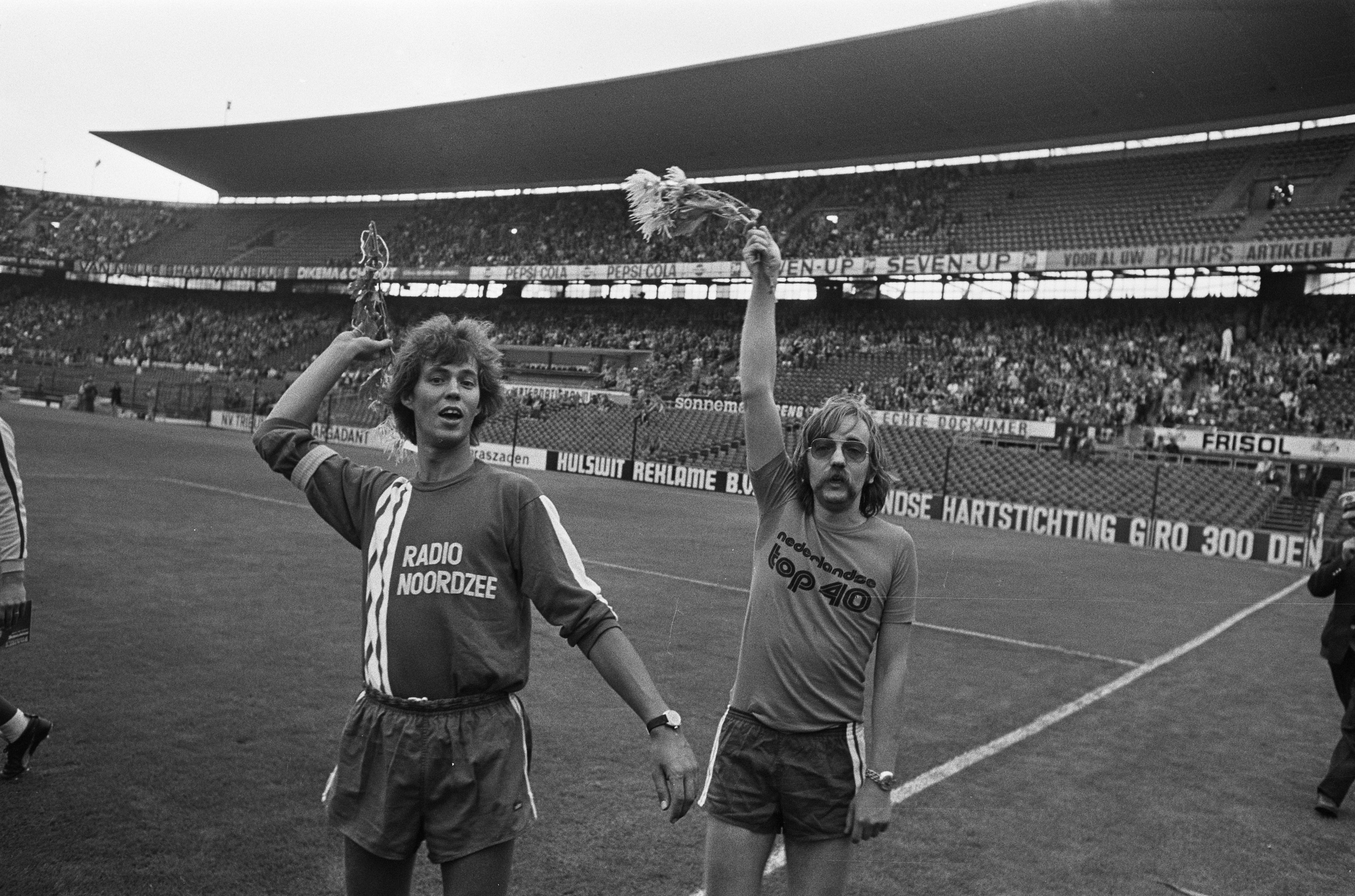
Afscheidswedstrijd Radio Veronica & Radio Noordzee (3-3), Tony Berk en Lex Harding (Stadion Feyenoord, Rotterdam, 1 sept. 1974)

In 1967 ging Harding werken bij Radio Dolfijn, later bekend als Radio 227, waar hij het als diskjockey vanaf een zendschip mocht proberen. Programmaleider Tony Windsor gaf hem het pseudoniem Lex Harding. Dit eerste radioavontuur duurde door het verdwijnen van Radio 227 niet lang en in oktober 1967 kwam hij als nieuwslezer bij Radio Veronica. In april 1968 werd hij er diskjockey. Al snel steeg zijn populariteit. In de horizontale programmering, die de zeezender in Nederland als een van de eerste gebruikte, presenteerde Harding op werkdagen 's middags de Lex Harding show en 's avonds Lexjo, met daarin de befaamde Adje Bouman Top Tien, samengesteld door zijn vaste geluidstechnicus Ad Bouman. In 1970 nam hij de presentatie van de Top 40 op zaterdagmiddag over van Jan van Veen.
Hij werkte in 1969 mee aan het gelegenheidstrio Los Piratos (Harding, Rob Out en Jan van Veen) dat een Alarmschijf en een minihit scoorde met "Na-na-na-hé-hé", een cover van het nummer "Na na na hey hey kiss him goodbye" van Steam. De song verscheen nogmaals op single in 1971, ingezongen door Peter Koelewijn en toen geheten "Na na na hey hey" van Tribune, en nogmaals uitgebracht als "Woopy whistle" van Los Piros.

### Commerciële activiteiten

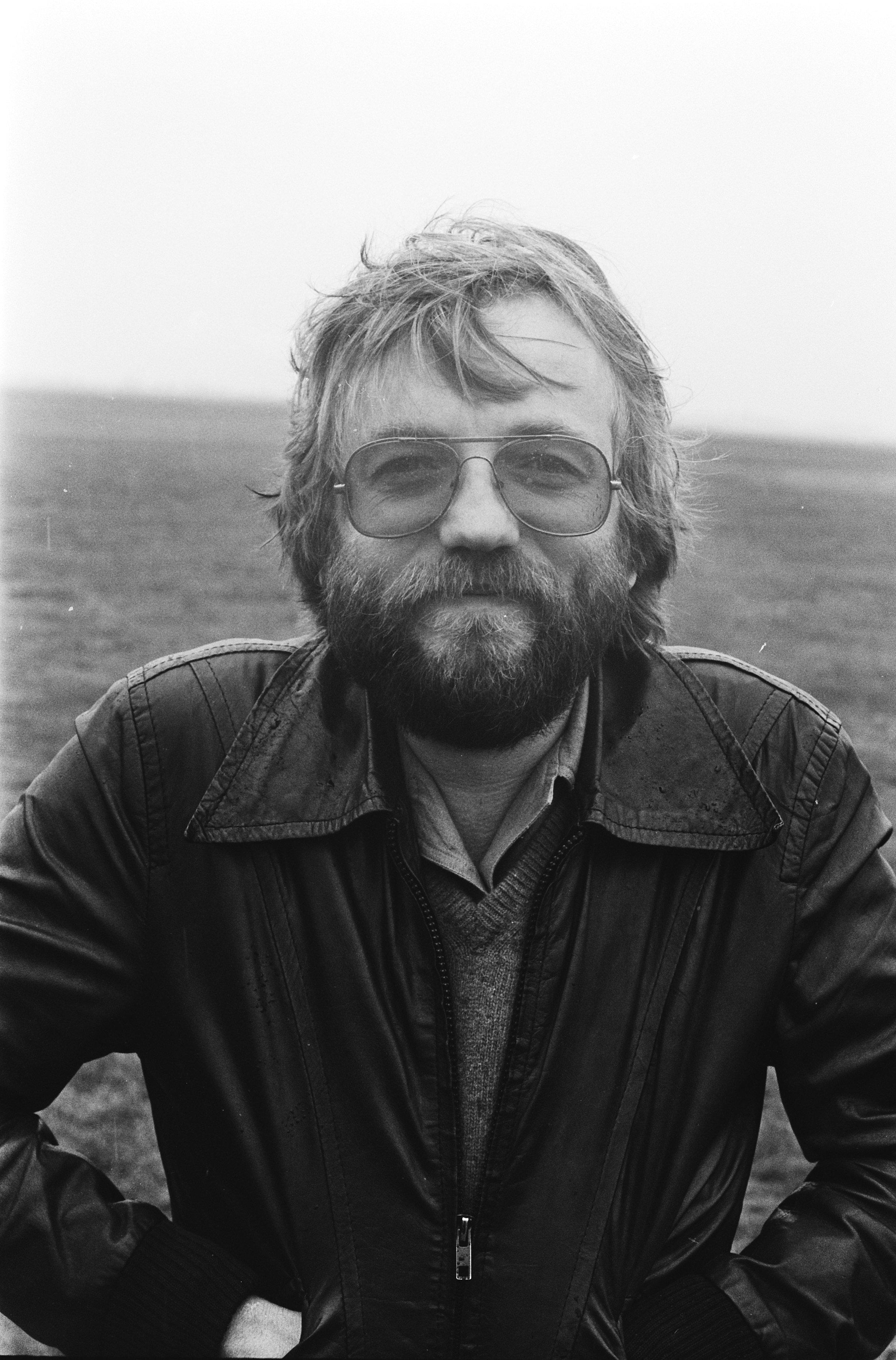
Lex Harding (1978)

Na het verdwijnen van Radio Veronica op 1 september 1974, werd Harding radiodirecteur van de publieke omroep Veronica en medeoprichter van de Stichting Nederlandse Top 40. Vanaf 28 mei  1976 tot en met 12 mei 1989 was hij de vaste presentator van de Nederlandse Top 40 op Hilversum 3 en vanaf 6 december 1985 op Radio 3. In de jaren 80 was Lex Harding medeverantwoordelijk voor het succes en de populariteit van de volle vrijdag van Veronica op 3. Hij was betrokken bij de oprichting van de commerciële tv-zender RTL-Veronique in 1989. Door deze commerciële activiteiten moest hij opstappen bij het publieke Veronica. Hij keerde daarna wel terug als radiodirecteur, van 1 januari 1991 tot en met 2 oktober 1992 (de laatste volle vrijdag op Radio 3). 
In het geheim zette hij medio 1988 samen met Ton Lathouwers de commerciële radiozender Sky Radio op. In oktober 1992 richtte Harding met oud-Veronica-collega Erik de Zwart Radio 538 op, en in 1995 lanceerde hij de tv-zender The Music Factory (TMF). Deze zender zond uitsluitend muziekclips uit, naar het voorbeeld van MTV en Music Box. In 2002 verkocht Harding de zender aan MTV Networks.
In oktober 2005 nam Harding samen met mediaondernemer Marcel Dijkhuizen en Ruud Hendriks een belang in Slam!FM dat op dat moment in handen was van ID&T. In de jaren 90 hield Harding er een orchideeënkwekerij op na. Lex Harding is geen onbekende in de horeca. De dj runde tot december 2005 restaurant Op weg naar Zee in Nijkerk en is sinds 2006 eigenaar van café Old Niekark in diezelfde plaats. Hij liet de horecazaak opknappen en zette er zes grote beeldschermen voor videoclips en voetbalwedstrijden neer.
Op mediagebied houdt Harding zich bezig met een onlinestation, genaamd LX Classics.
Lex Harding kreeg de Marconi Oeuvre Award van 2011 (foto).
In februari 2019 werd hij door mediavaknieuwsplatform Spreekbuis.nl verkozen tot een van de belangrijkste mediaprofessionals in 100 jaar radio. Op 3 juni 2024 won Lex Harding een Gouden Harp voor zijn bijdrage aan de Nederlandse popmuziek.
Harding beschreef op 80-jarige leeftijd de manieren waarop collega's bij de radio met elkaar omgingen. Bij TMF kreeg hij naar eigen zeggen een opmerkelijk cadeau: een poster van alle vrouwelijke medewerkers die hun borsten vasthielden. Bij Radio Veronica was het gebruikelijk om vrouwelijke collega's bij hun verjaardag een dildo te geven. „Ja, dat gebeurde. Maar er was geen sprake van discriminatie of alleszins.“ Hij noemde zichzelf „aanrakerig“. Hij vond het „jammer“ dat dat niet meer mag. Volgens hem heeft hij nooit ondervonden dat een vrouw dat vervelend vond.

### Boeken
In september 2011 verscheen van zijn hand het reisboek 'De reis van mijn leven', waarin Harding vertelt over zijn roadtrip van Alexandrië in Egypte naar Kaap Agulhas in Zuid-Afrika met zijn zonen Rein en Rick. In week 39 kwam dit boek binnen op 46 in De Bestseller 60.
Eind 2017 kwam er een boek met vier cd’s uit, door Harding samengesteld. Met het boek “Lexjooo” blikt de omroeppionier aan de hand van 78 onvergetelijke songs terug op zijn carrière, die dan 50 jaar duurt.
In maart 2019 kwam het boek "Lex Harding, 50 jaar media en popcultuur" uit van Ton van der Lee.

## Bestseller 60
| Boeken met noteringen in de Nederlandse Bestseller 60 | Jaar van verschijnen | Datum van binnenkomst | Hoogste positie | Aantal weken | Opmerkingen |
| ----------------------------------------------------- | -------------------- | --------------------- | --------------- | ------------ | ----------- |
| De reis van mijn leven                                | 2011                 | 28-09-2011            | 38              | 3            |             |